# Браун, Константин
Константин Браун (нем. Constantin Braun; род. 11 марта 1988, Лампертхайм) — профессиональный немецкий хоккеист, защитник. Игрок «Айсберен Берлин» и сборной Германии по хоккею.

## Карьера
Браун начал свою карьеру игрока в юниорской команде «Адлер Мангейм». Благодаря высокому коэффициенту полезного действия, был замечен менеджерами из Берлина и переехал в 2004 году в молодёжный клуб «Айсберен Юниорс Берлин» (молодёжная команда клуба «Айсберен Берлин»).
В следующие два года, Браун играл как в молодёжной команде «Айсберен Юниорс Берлин», так и в основной «Айсберен Берлин». За два сезона в общей сложности отыграл 40 игр в высшей Немецкой хоккейной лиге (DEL).
В драфте НХЛ 2006 года, Константин Браун был выбран в шестом раунде, под 146 общим номером  клубом «Лос-Анджелес Кингз». Однако, хоккеист остался в Германии и в конечном итоге ему удался огромный прорыв в Берлине. Сезон 2007/08 был одним из самых успешных в его карьере, Браун зарекомендовал себя не только в команде, но и во всей лиге DEL, как один из самых полезных защитников немецкого чемпионата.
Константин Браун чемпион Германии (2006, 2008, 2009, 2011).
В составе национальной сборной Германии участник чемпионатов мира 2010 и 2011 годов. В составе молодёжной сборной Германии участник чемпионатов мира 2007 и 2008 годов. В составе юниорской сборной Германии участник чемпионатов мира 2005 и 2006 годов.

## Статистика
| 2004–05              | Айсберен Берлин (мол. команда) | DNL                  | 1   | 0  | 0  | 0  | 0   | —  | — | —  | —  | —  |
| 2005–06              | Айсберен Берлин                | DEL                  | 6   | 0  | 0  | 0  | 0   | —  | — | —  | —  | —  |
| 2005–06              | Айсберен Берлин (мол. команда) | DNL                  | 14  | 5  | 5  | 10 | 18  | —  | — | —  | —  | —  |
| 2006–07              | Айсберен Берлин                | DEL                  | 34  | 1  | 3  | 4  | 14  | —  | — | —  | —  | —  |
| 2006–07              | Айсберен Берлин (мол. команда) | DNL                  | 10  | 4  | 3  | 7  | 37  | —  | — | —  | —  | —  |
| 2007–08              | Айсберен Берлин                | DEL                  | 50  | 4  | 7  | 11 | 32  | 14 | 3 | 7  | 10 | 2  |
| 2007–08              | Айсберен Берлин (мол. команда) | DNL                  | 2   | 0  | 0  | 0  | 0   | —  | — | —  | —  | —  |
| 2008–09              | Айсберен Берлин                | DEL                  | 43  | 6  | 9  | 15 | 20  | 12 | 0 | 2  | 2  | 2  |
| 2008–09              | Айсберен Берлин (мол. команда) | DNL                  | 2   | 1  | 4  | 5  | 2   | —  | — | —  | —  | —  |
| 2009–10              | Айсберен Берлин                | DEL                  | 40  | 6  | 12 | 18 | 24  | 5  | 0 | 2  | 2  | 2  |
| 2010–11              | Айсберен Берлин                | DEL                  | 51  | 6  | 12 | 18 | 48  | 12 | 2 | 3  | 5  | 8  |
| DEL общие показатели | DEL общие показатели           | DEL общие показатели | 224 | 23 | 43 | 66 | 138 | 43 | 5 | 14 | 19 | 14 |